# مرحلة (وحدة طول)
المَرْحَلَة
هي وحدة قيس مسافات عربية قديمة، تعادل المسافة التي يقطعها المسافر في يومٍ سيرًا على الأقدام، أو على الدواب سيرا معتادا. والجمع مراحل.
مقدار الرحلة:
تقدر الرحلة ب 24 ميلا (38 كيلومتر) 
- عند الحنفية والمالكية: 44.520كيلومتر.
- وعند الحنابلة والشافعية 89.04كيلومتر.

## المصدر
1. ↑  «من إشبيلية إلى مدينة قرمونة مرحلة، ومن قرمونة إلى مدينة إستجة مرحلة». الإدريسي، نزهة المشتاق في اختراق الآفاق.
2. ↑  على جمعة. المكاييل والموازين الشرعية.
3. ↑  أبي العباس أحمد العزفي السبتي. حقيقة الدينار والدرهم والصاع والمد.